# Die Sklavenhölle der Mandingos
Die Sklavenhölle der Mandingos (Originaltitel: Drum) ist ein US-amerikanischer Actionfilm aus dem Jahr 1976, der auf dem im Original gleichnamigen Roman von Kyle Onstott basiert. Regie führte Steve Carver, das Drehbuch verfasste Norman Wexler. Veröffentlicht wurde der Film von United Artists und ist eine Fortsetzung des Films Mandingo aus dem Jahre 1975. Darsteller sind Warren Oates, Pam Grier, Ken Norton.

## Handlung
Dieser Film greift die Geschichte 15 Jahre nach den Ereignissen des ersten Films auf. Drum wurde von einer weißen Prostituierten geboren, die ihn mit ihrer schwarzen lesbischen Liebhaberin aufzog.
Drum wächst als Sklave auf und wird von den weißen Sklavenhaltern gezwungen, zu deren Unterhaltung brutalste Kämpfe mit anderen Sklaven auszuführen. Einer der Sklavenhalter ist der schwule Franzose namens Bernard DeMarigny, der mit Drum schlafen will. Aber der Sklave weigert sich und DeMarigny schwört Rache. Drum und sein Freund Blaise werden schließlich an den Plantageneigentümer Hammond Maxwell verkauft. Beide müssen auf dessen Plantage arbeiten. Drums Freundin Regine wird ebenfalls von Maxwell gekauft und auf die Plantage gebracht, um ihm als Sexsklavin zu dienen.
Nach der Ankunft auf Maxwells Plantage muss Regine mit Hammond schlafen und dann auch mit Drum. Augusta Chauvel ist Maxwells Verlobte und sie hat andere Pläne für Regine. Maxwells Tochter Sophie will mit Drum schlafen, aber er will nicht aus Angst, getötet zu werden. Sophie versucht auch, mit Blaise zu schlafen und nachdem sie abgelehnt wurde, erzählt sie ihrem Vater, dass Blaise sie vergewaltigt hat, was eine Lüge ist. Blaise wird in Ketten gesetzt und Maxwell entscheidet, dass er für die angebliche Vergewaltigung kastriert werden müsse.
Inzwischen ist eine Dinnerparty eingerichtet worden, um die Verlobung von Maxwell und Chauvel zu feiern. DeMarigny wurde eingeladen, an der Feier teilzunehmen und die Gäste am Ende diskutieren den besten Weg, um einen Sklaven bei der Dinner-Party zu kastrieren. Während die Party stattfindet, befreit Drum Blaise von seinen Ketten und es führt zu einem heftigen Aufstand der Sklaven bei der Verlobungsfeier. DeMarigny erschießt Blaise während des Kampfes und Drum wiederum packt DeMarignys Geschlechtsteile und reißt sie ihm ab. Sowohl Sklaven als auch Sklavenhalter werden während der Schlacht getötet, aber Maxwell und Chauvel werden  von Drum gerettet. In Anerkennung für die Rettung seiner Familie setzt Maxwell Drum frei und dieser läuft in die Nacht hinaus.

## Produktion
Zunächst wirkte Burt Kennedy als Regisseur. Wegen einer künstlerischen Auseinandersetzung mit Dino De Laurentiis ersetzte man ihn. Carver übernahm die Regie. Ihm blieben dafür nur vier Tage. Später wurden Szenen in den Filmen genommen, die auch Kennedy bereits gedreht hatte.

## Rezeption
Vincent Canby von der The New York Times kritisierte den Film dafür, „historisch nicht korrekt zu sein“. Das Lexikon des internationalen Films bezeichnet den Film als „Inszenierung von kaum mehr zu unterbietender Einfallslosigkeit“ sowie „Spekulationsprodukt mit bösen rassistischen Verzeichnungen.“